# 安蘭莊
安蘭莊（1959年7月13日—2020年6月18日），字紉秋，臺北市人，臺灣書法家。

## 生平

### 早年經歷
安蘭莊師承王北岳，自幼勤練書法，1976年與其他女書家共組全國首個女性書會「端一書會」。後師從吳平，並由吳平為其起字為「紉秋」，取自「紉秋蘭以為佩」之意，語出東漢·王逸注：「紉，索也。蘭，香草也，秋而芳。佩，飾也，象徵人品高潔。」1979年10月就讀國立中興大學期間曾因校園工安問題引發轟動一時的「安蘭莊事件」。其後專研書道，終身力行於教學。

### 晚年經歷
1989年罹患卵巢癌，此後涉獵游泳、鋼琴等休閒。2005年榮獲臺灣12大優良書法老師好評，作品曾於歷屆國展、省展得獎，並曾於文化中心、中正紀念堂展出。2006年榮獲臺北市書法優良教師獎暨傑出學生團體獎冠軍。2020年因癌症復發離世。2022年7月15日，其遺作於中正紀念堂藝廊舉辦書法紀念展。

## 外部連結
- 安蘭莊書法的Facebook專頁
- 安蘭莊書法紀念展